# Ivan Maček
Ivan Maček zvani Matija (Zadobrova, pokraj Ljubljane,  28. svibnja 1908. – Ljubljana, 10. srpnja 1993.) bio je sudionik narodnooslobodilačke borbe u Sloveniji, rukovodeći djelatnik slovenske OZNA-e, general JNA, kasnije visoki partijski dužnosnik i narodni heroj SFRJ. Od 1963. do 1967. bio je predsjednik Narodne skupštine SR Slovenije.

## Djetinjstvo i mladost
Rođen je 28. svibnja 1908., u mjestu Spodnja Zadobrova, pokraj Ljubljane, tada u sastavu Austro - Ugarske Monarhije. U rodnom je mjestu pohađao pučku (osnovnu) školu, dok je u Ljubljani izručio tesarski zanat. 
Nakon odsluženja vojnog roka u Karlovcu, 1930., po povratku u Ljubljanu, postaje članom KPJ, te sljedeće, 1931., biva izabran za sekretara komiteta KP Polje u Sostru, te je u međuratnom razdoblju napredovao do sekretara pokrajinskog komiteta KPJ za Sloveniju. Godine 1935. odlazi u SSSR, gdje se školuje na Lenjinovoj školi za partijski i obavještajni rad, te po povratku u Kraljevinu Jugoslaviju, 1937., biva izabran za člana CK KPJ, ali je uskoro bio uhićen i zatvoren u Srijemskoj Mitrovici. 

## Drugi svjetski rat
U zatvoru je dočekao početak izbijanja Drugoga svjetskog rata i okupaciju Jugoslavije, te 22. kolovoza 1941., u organiziranom pokušaju bijega grupe komunista uspijeva pobjeći iz zatvora u Srijemskoj Mitrovici, te se priključuje narodnooslobodilačkoj borbi u Srijemu, pritom pokušavši doći do Slovenije, u čemu nije uspio. Uskoro se povezuje s Edvardom Kardeljem, bliskim Titovim suradnikom, pa je tijekom ljeta 1942., imenovan zapovjednikom Glavnog štaba NOV-a, da bi sljedeće 1943., tu dužnost prepustio Francu Rožmanu, da bi zatim na zajedanju vrhovnog zakonodavnog i izvršnog tijela NOP-a u Sloveniji, odnosno Slovenskog narodnooslobodilačkog vijeća (SNOS, slo. Slovenski narodnoosvobodilni svet), u Kočevju, 1943., kao član CK KP Slovenije, bio izabran za člana SNOS-a pri AVNOJ-u. Nakon osnivanja Ozne, 1944., imenovan je na dužnost načelnika Ozne za Sloveniju, koju dužnost je obnašao do početka 1946.godine. 
Završne operacije za oslobođenje Jugoslavije i kraj Drugoga svjetskog rata, u svibnju 1945., dočekao je u činu generl-majora i načelnika Ozne za Sloveniju.

## Karijera u socijalističkoj Jugoslaviji
Nakon rata, 1946., napušta Oznu, postaje član CK SKJ, te kratko vrijeme, od ožujka do lipnka 1946., obnaša dužnost ministra unutarnjih poslova u Sloveniji, da bi zatim bio imenovan ministrom gradnje i obnaša dužnost potpredsjednika u Vladi NR Slovenije. Potom je od 1953., bio član Saveznog izvršnog vijeća, aod 1958. do 1963., obnašao je i dužnost organizacijskog sekretara CK SK Slovenije. U razdoblju od 1963. do 1967. bio je predsjednik Skupštine SR Slovenije.  

## Kraj karijere i smrt
S dužnosti predsjednika slovenske Skupštine odlazi u mirovinu, u činu pričuvnog generala JNA, te mu je 1968. dodijeljeno odlikovanje narodnog heroja, tako da je nastavio aktivno djelovati kroz organizacijska tijela SUBNOR-a, kao siva eminencija slovenske politike.  
Umro je u Ljubljani, nakon duge i teške bolesti, 10. srpnja 1993., u osamdeset i četvrtoj godini. 
U svibnju 2016., antifašističke udruge iz Slovenije, su mu u aleji spomenika na Kočevju, u Sloveniji podignule spomenik u čast Ivanu Mačeku Matiji, uz upriličene visoke vojsne počasti. Zatim, da bi ga, u travnju 2017., nepoznati počinitelji oskvrnuli. Uzroci takvih adnji su bile kontroverze koje izaziva njegov spomen, iz razloga što je u svibnju 1945., kao načelnik Ozne za Sloveniju, sumnjičen kako je sudjelovao masovnim ubojstvima i mučenjima pripadnika zarobljenih vojski i civila, međuostalim nedaleko od spomen područja, na kojem je Mačeku podignut spomenik, nalazi se stratište Kočevski rog, gdje su u svibnju i lipnju 1945., jugoslavenske vlasti pobile neutvrđen broj zarobljenika i civila.